# Пасківщинська сільська рада
| Пасківщинська сільська рада — орган місцевого самоврядування у Згурівському районі Київської області з адміністративним центром у с. Пасківщина. Історична дата утворення: в 1920 році. Водоймища на території, підпорядкованій даній раді: р. Супій. Сільській раді підпорядковані населені пункти: - с. Пасківщина |

## Склад ради
Рада складається з 12 депутатів та голови.

### Керівний склад ради
| ПІБ                              | Основні відомості                                                               | Дата обрання | Дата звільнення |
| -------------------------------- | ------------------------------------------------------------------------------- | ------------ | --------------- |
| Потапенко Олександр Іванович     | Сільський голова, 1967 року народження, освіта, безпартійний                    | 26.03.2006   | 31.10.2010      |
| Харченко Валентина Володимирівна | Сільський голова, 1971 року народження, освіта середня спеціальна, позапартійна | 31.10.2010   |                 |

Примітка: таблиця складена за даними джерела